# Área metropolitana de Montgomery

Mapa del estado de Alabama con el área metropolitana de Montgomery resaltada en rojo y la ciudad de Montgomery en verde.

El área metropolitana de Montgomery, oficialmente Área Estadística Metropolitana de Montgomery AL MSA según la denominación utilizada por la Oficina del Censo de los Estados Unidos; es un Área Estadística Metropolitana centrada en la ciudad Montgomery, capital del estado de Alabama, Estados Unidos. 
Cuenta con una población de 374.536 habitantes según el censo de 2010.

## Composición
Los 4 condados del área metropolitana y su población según los resultados del censo 2010:
- Autauga – 54.571 habitantes
- Elmore – 79.303 habitantes
- Lowndes – 11.299 habitantes
- Montgomery – 229.363 habitantes

## Principales ciudades del área metropolitana
La ciudad más poblada es Montgomery. Otras comunidades con más de 10 000 habitantes son: 
- Millbrook
- Prattville